# Xfig

サンプル図面を含むXfigのスクリーンショット

Xfig はオープンソースのベクトル形式 (ドロー系) の画像編集ソフトウェアである。X Window System上で動作し、多くのUnix互換のプラットフォーム上で利用できる。
xfigでは図形は、円、長方形、線分、スプライン曲線、文字列などの「オブジェクト」として表される。またGIF、JPEG、EPS、PostScriptなどの形式の画像を一つのオブジェクトとして取り込むこともできる。オブジェクトに対して、新しく置く、削除する、移動する、属性を変更するといった操作が行える。色や線種などの属性は複数の方法で設定できる。フォントは35種類が用意されている。
xfigの画像ファイルの形式は、プレーンテキストによる独自の"Fig形式"である。また画像をPostScript形式で出力する機能もある。さらにPSTEXまたはPDFTEXに対応した形式での出力もでき、LaTeXで作成された文書に容易に取り込むことができる。
xfigの操作はほとんどマウスで行うが、一部は利便性をはかるためにキーボード入力から行えるようになっている (キーボード・ショートカット)。GUIはボタンを3個備えたマウスを想定しているが、2ボタンのマウスでも操作できる。

## 読み込める画像フォーマット
xfigは以下のフォーマットの画像を読み込むことができる。
- ビットマップ画像: GIF, JPEG, PCX, PNG, PPM, TIFF, XBM, XPM
- ベクトル形式画像: EPS, PostScript

## 出力できる画像フォーマット
xfigは以下のフォーマットで画像を出力できる。
- ビットマップ画像: GIF, JPEG, PNG, PPM, XBM, XPM, PCX, TIFF, SLD
- プリンタ制御言語: PostScript, PDF, HP-GL (ヒューレット・パッカードのプロッタ制御言語),
- ベクトル形式画像: EPS, SVG, TPIC, PIC, CGM, MetaFont, MetaPost, EMF, Tk.